# إروري

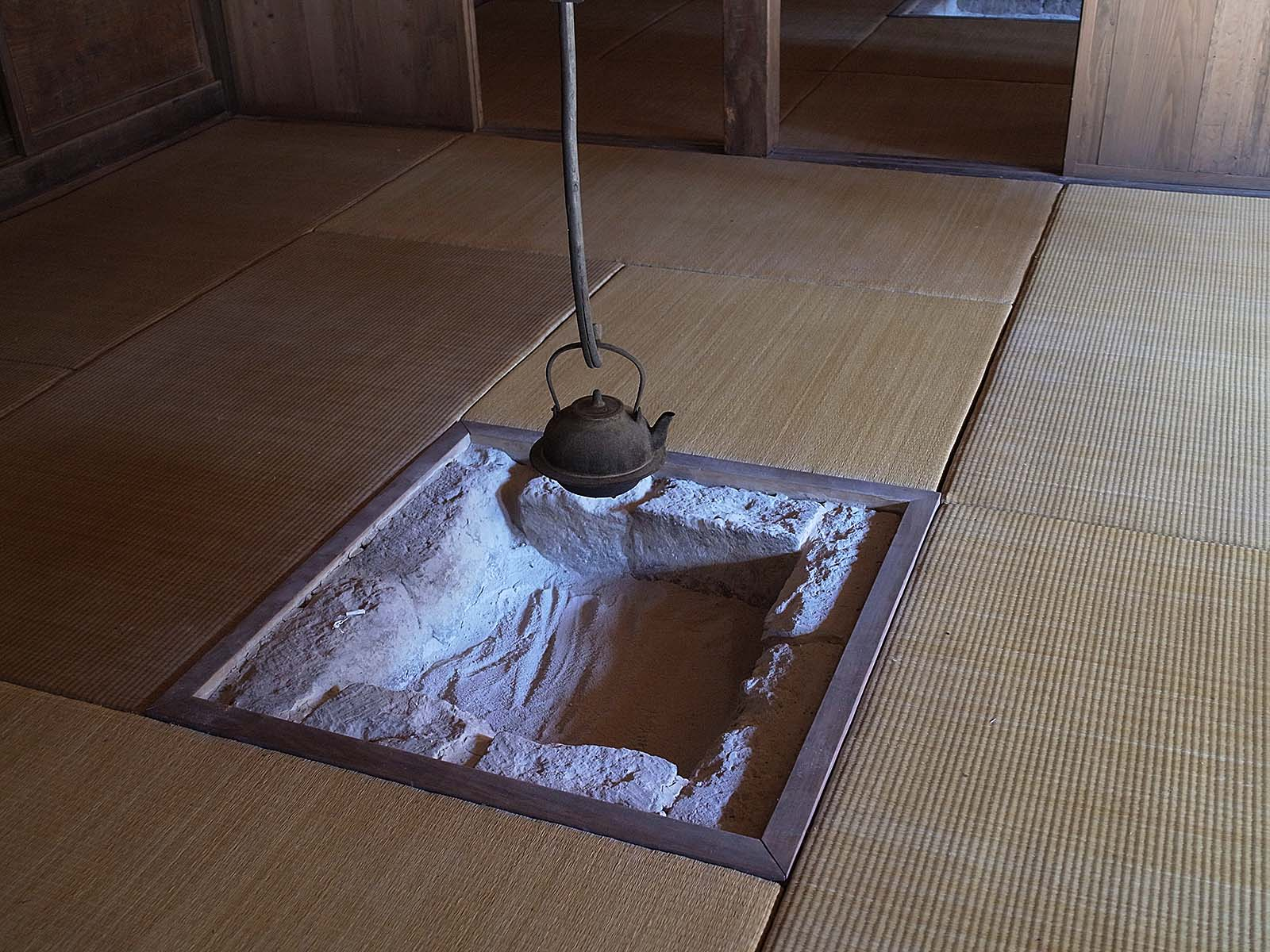
الإيروري

الإروري (囲炉裏 ، 居炉裏) هو موقد تقليدي ياباني محفور في الأرض. يستخدم لتدفئة المنزل ولطبخ الطعام، وهو في الأساس حفرة مربعة الشكل مبطنة بالحجر في الأرض، ومزودة بمعلاق لوعاء الطبخ قابل للتعديل يسمىجيزايكاغي (自在鉤) ويتكون عمومًا من قضيب حديدي داخل أنبوب من الخيزران يستخدم لرفع أو خفض الوعاء أو الغلاية عن طريق رافعة مرفقة غالبا ما تكون مصممة بشكل زخرفي على شكل سمكة.

## صالة العرض

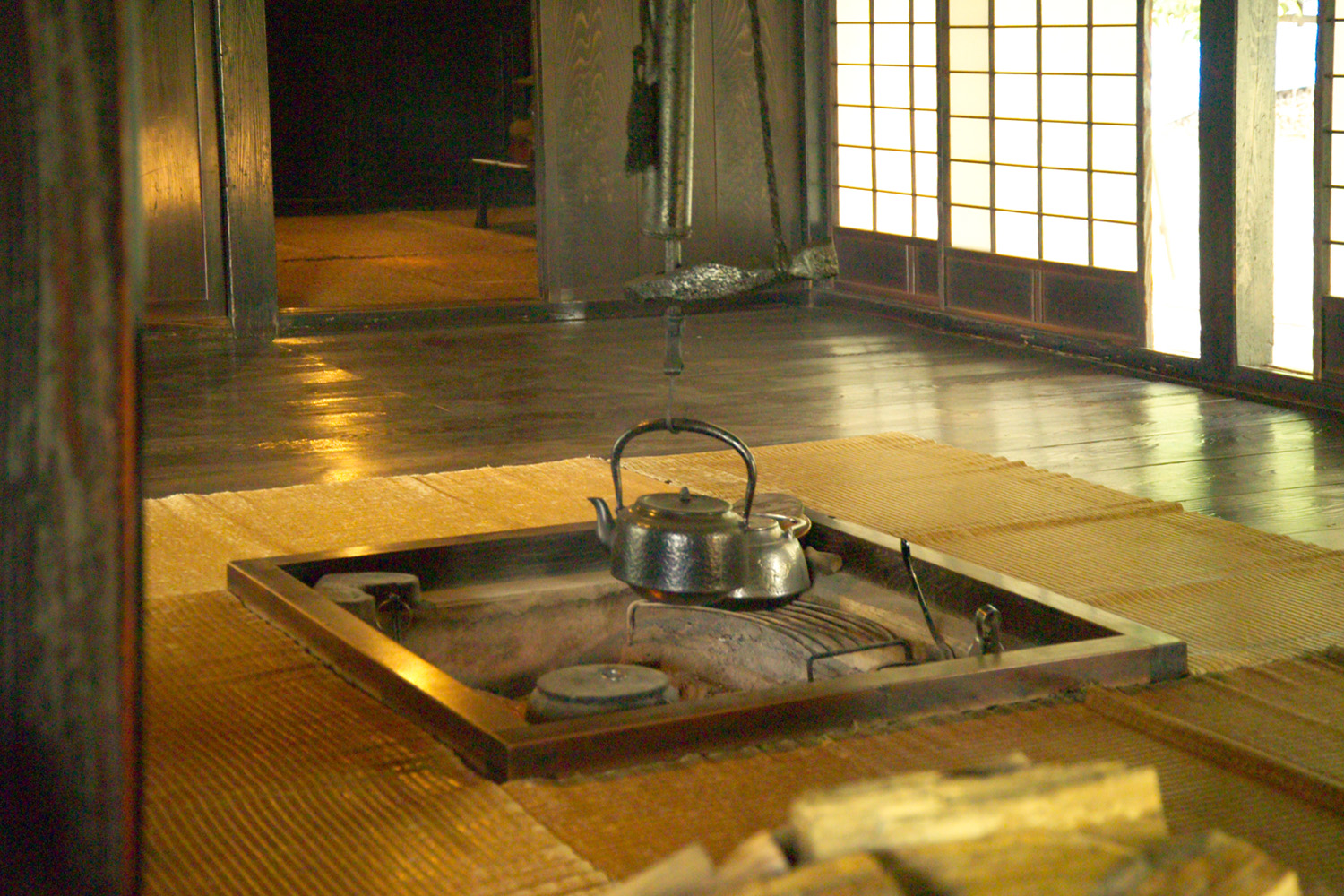
إروري ياباني تقليدي
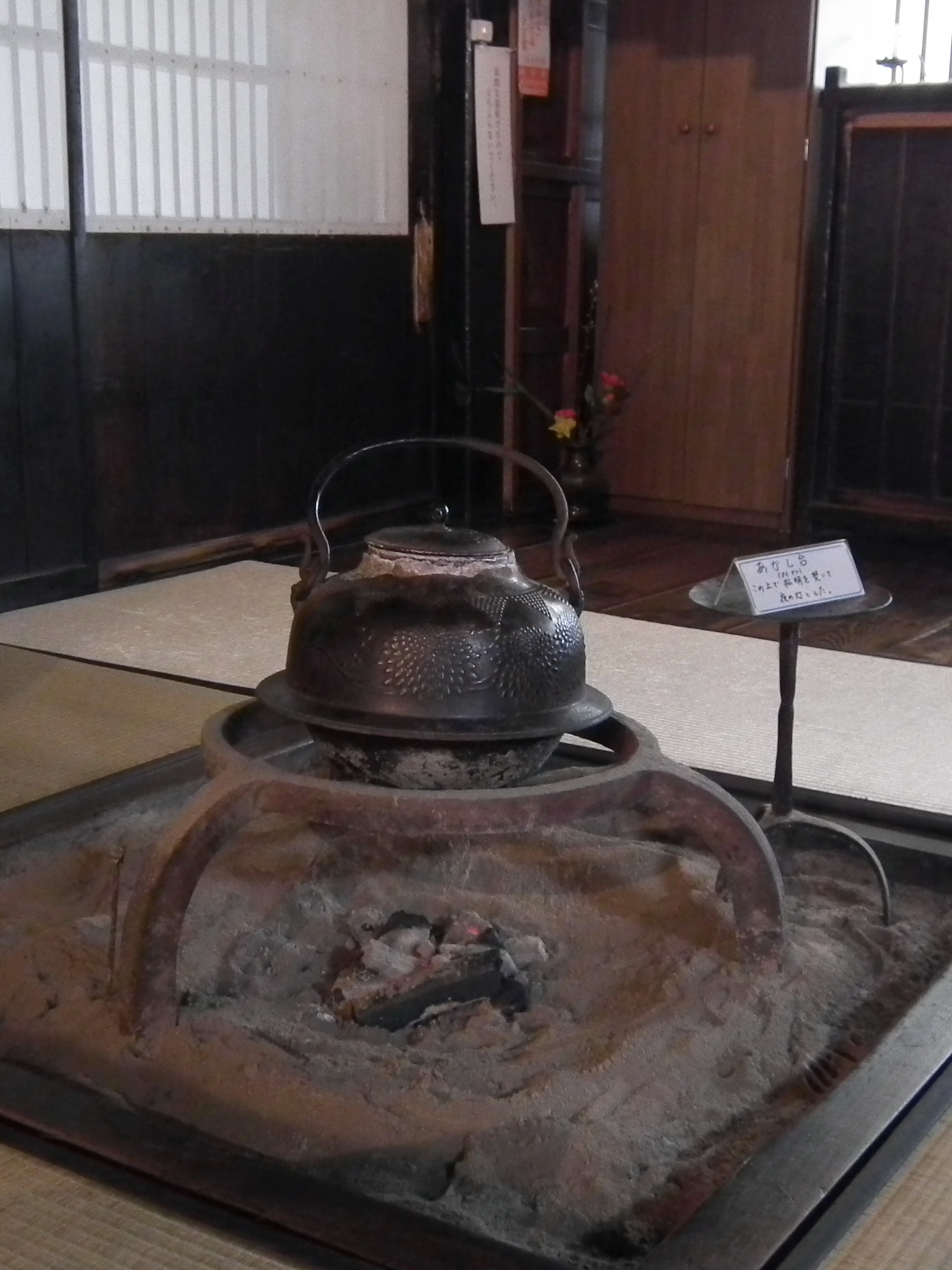
إيروري صغير
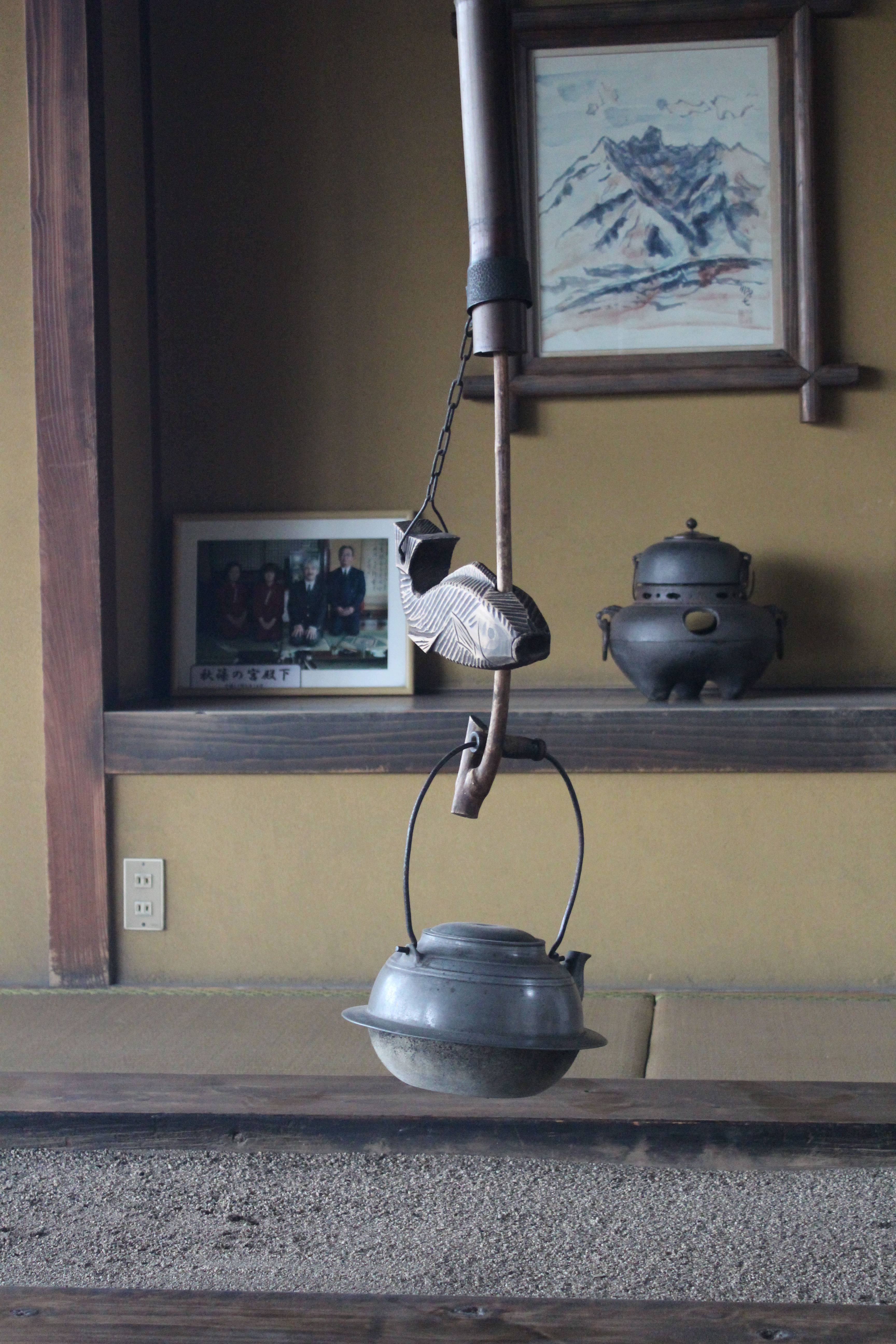
خطاف الموقد جيزايكاغي على شكل سمكة.
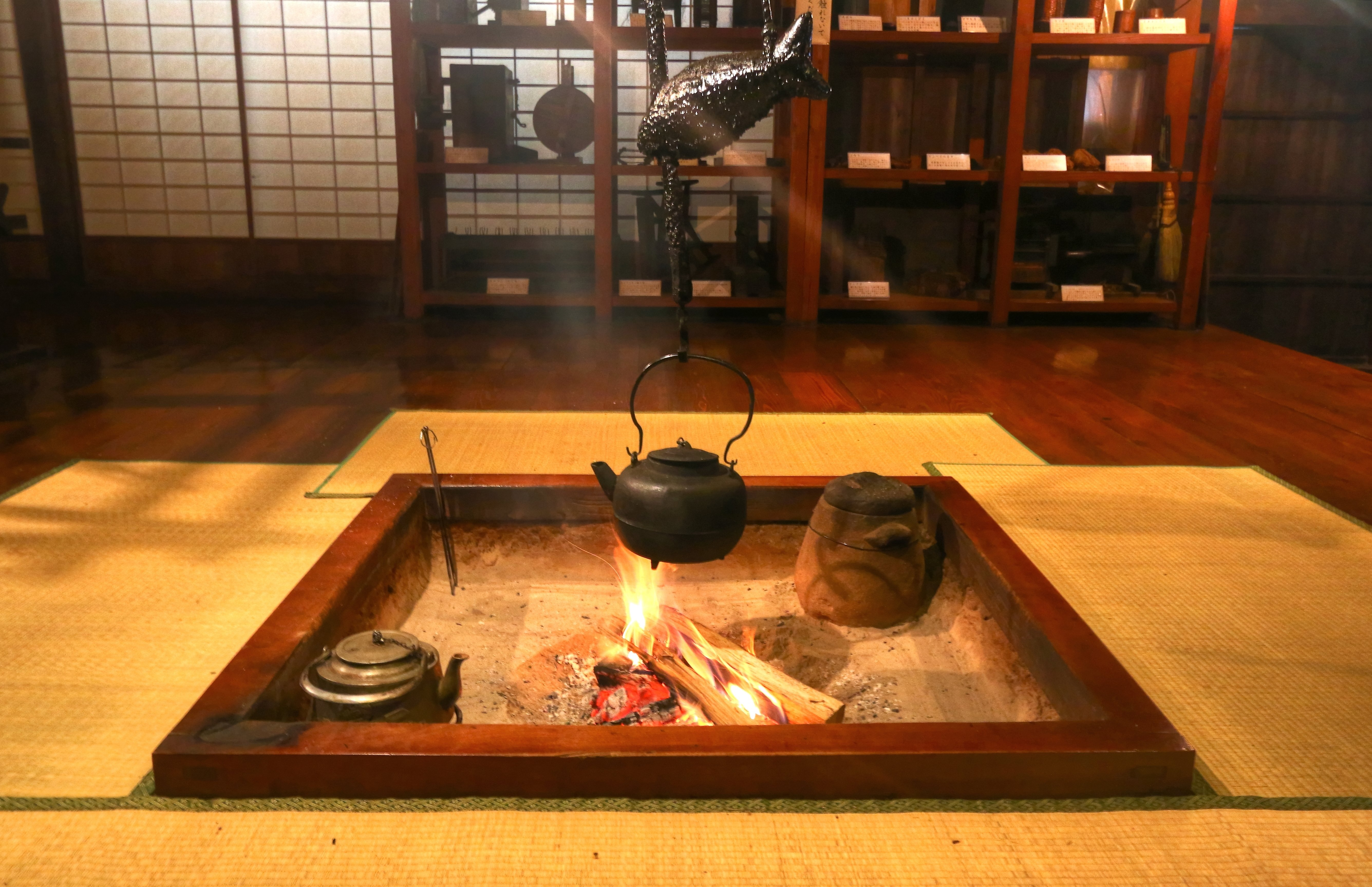
إروري
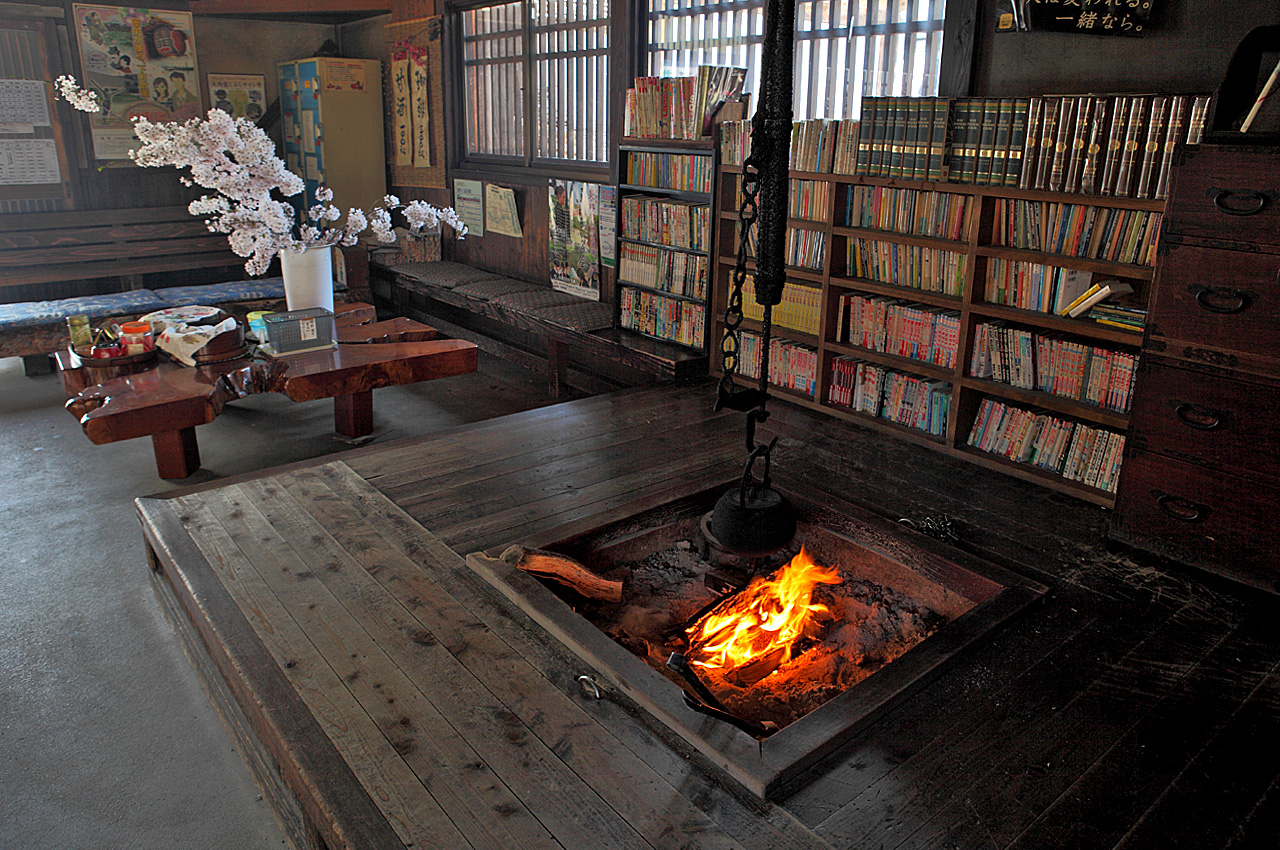
حجرة طعام في غرفة انتظار محطة القطار، 2010.

## الحواشي
1. ↑  Fahr-Becker (2001), p196